# Money Folder
"Money Folder" é o single de estreia da dupla de hip-hop Madvillain (MF Doom e Madlib), lançado antes de seu primeiro álbum de estúdio Madvillainy. O single é apoiado por "America's Most Blunted", com a participação do projeto paralelo de Madlib Quasimoto.

## Recepção
A Pitchfork classificou "America's Most Blunted" na 278º posição em sua lista de "As 500 melhores musicas dos anos 2000". 

## Lista de músicas
| Lado A |                                          |         |  |
| N.º    | Título                                   | Duração |  |
| 1.     | "Money Folder"                           | 4:09    |  |
| 2.     | "Money Folder" (Remix)                   | 2:19    |  |
| 3.     | "America's Most Blunted" (com Lord Quas) | 4:01    |  |

| Lado B |                                         |         |  |
| N.º    | Título                                  | Duração |  |
| 1.     | "Money Folder" (Instrumental)           | 4:08    |  |
| 2.     | "Money Folder (Remix)" (Instrumental)   | 2:19    |  |
| 3.     | "America's Most Blunted" (Instrumental) | 2:50    |  |

## Gráficos
| Charts (2003)                      | Peak position |
| ---------------------------------- | ------------- |
| US Billboard Hot R&B/Hip-Hop Songs | 66            |

## Pessoal
Os créditos são adaptados do encarte do single.
Pessoal
- Madlib – produção

Pessoal adicional
- Peanut Butter Wolf – produção executiva
- Cooley – masterização
- Egon – coordenação do projeto

Capa
- Coleman – fotos
- Jank – projeto